# John James Ingalls

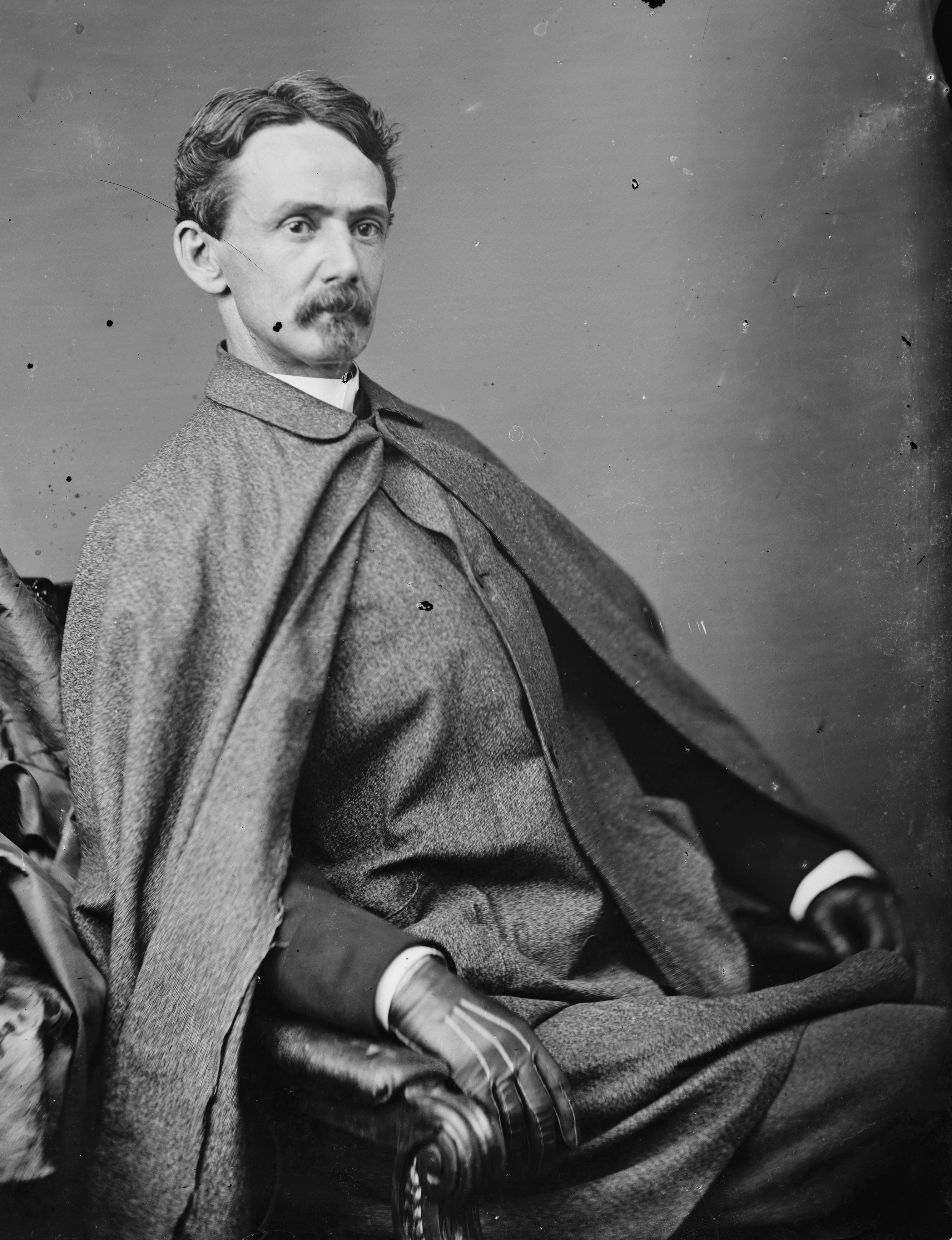
John James Ingalls

John James Ingalls, född 29 december 1833 i Middleton, Massachusetts, död 16 augusti 1900 i San Miguel County, New Mexico-territoriet, var en amerikansk republikansk politiker. Han representerade delstaten Kansas i USA:s senat 1873–1891.
Ingalls utexaminerades 1855 från Williams College. Han studerade sedan juridik och inledde 1857 sin karriär som advokat. Han flyttade 1857 till Kansasterritoriet.
Kansas blev 1861 USA:s 34:e delstat. Ingalls var sedan 1862 ledamot av delstatens senat. Han kandiderade 1862 och 1864 utan framgång till viceguvernör i Kansas. Han var med om att grunda tidskriften Kansas Magazine.
Ingalls efterträdde 1873 Samuel C. Pomeroy som senator för Kansas. Han omvaldes två gånger. Ingalls var tillförordnad talman i USA:s senat, president pro tempore of the United States Senate, 1887–1891.
Ingalls efterträddes 1891 som senator av William A. Peffer. En staty av Ingalls finns i National Statuary Hall Collection i Kapitoliumbyggnaden.